# タタ・スチール
タタ・スティール（英語：Tata Steel Limited）は、インドマハーラーシュトラ州ムンバイに本社を置く製鉄会社。インドの財閥、タタ・グループの中核となる鉄鋼メーカー。インド国内はもとよりタイ、ベトナム、イランなどにも子会社を展開している。

## 概要
インド最大の民営総合製鉄企業。1905年に植民地政府の通産省と契約、10年にわたり毎年2万トンの鋼鉄レールを納入するなど、国家的事業に関わってきた。
オリッサ鉱床は、インド地質調査局出身のインド人学者P・N・ボースが1904年2月に手紙でジャムシェトジー・タタへ発見を知らせた。また、このタタ・スチール管理職は第一次世界大戦の際に日本の製鋼所を見学に来た。そして、ジェネラル・エレクトリックのベンガル人出身者とカーネギー工科大学のインド人出身者を重用した。外部研修もしたが、行き先はGE の他にウェスティングハウスもあった。
現在では年間粗鋼生産量は約400万トン規模に成長し、他の国営製鉄企業の生産効率や利益率において国際競争力不足にあるなかで2000年代には世界最低価格での生産を実現しており、低コストをもって国際競争に参加している。
2000年代初頭の粗鋼生産量は、世界第50位にも入らない中小企業であったが、2007年に粗鋼生産量世界第8位の鉄鋼メーカーであった旧英蘭系のコーラス社（本社イギリス、オランダ）を120億ドルで買収して（en:Tata Corus acquisition）、一躍世界第6位相当の規模に成長した。小が大を飲む買収劇で、感激のあまり涙を流した幹部もいたという-が、2016年3月現在は中国企業の安価製品の流入などにより、赤字体質が常態化してしまい、従業員のリストラを数回行った結果、当初の4万人以上の数が3万人に減員した。
2016年、赤字が続くイギリスの製鉄事業を売却を決定。投資会社グレイブル・キャピタルに1ポンドで売却した。売却した製鉄所などは、ブリティッシュ・スチールとして再出発している。
2017年9月20日、ドイツのティッセンクルップと欧州の鉄鋼事業を統合することで暫定合意、新会社の生産規模は、欧州2位と3位の統合で世界でも12-13位相当に及ぶものであったが、ティッセンクルップ側の株主や労働組合の反対により統合に向けた作業が難航、欧州委員会の独占禁止当局の反対も加わり承認を得るのが困難となったことから、2019年5月10日、統合を断念を発表した。

## 日本企業とのつながり

### 新日本製鐵
2002年に自動車用鋼板製造に関する技術提携を結んだほか、2007年には合弁企業を設立し、自動車用鋼板の製造を行う話し合いが進められている（ただし、タタを含む他の鉄鋼メーカーからの買収には否定的で、ポスコや住友金属と資本提携を進めている）。
→後者と合併して2012年10月に新日鐵住金となる。

### 日本郵船
2006年にインド発着のばら積み国際貨物を取り扱う合弁企業の設立に合意している。